# Pawieł Krywicki
Pawieł Krywicki (białorus. Павал Крывіцкі, ros. Павел Крывицкий; ur. 17 kwietnia 1984) – białoruski lekkoatleta specjalizujący się w rzucie młotem.
W 2005 roku zdobył złoty medal podczas młodzieżowych mistrzostw Europy. Ósmy zawodnik mistrzostw świata w Berlinie (2009). Złoty medalista mistrzostw Białorusi, reprezentant kraju w zimowym pucharze Europy w rzutach lekkoatletycznych oraz w drużynowych mistrzostwach Europy. 
W 2015 otrzymał karę 4 lat dyskwalifikacji (do 21 czerwca 2019) za doping (hormon wzrostu).
9 sierpnia 2016 roku MKOL opublikował raport, z którego wynika że Krywicki stosował niedozwolone środki podczas Igrzysk w Londynie. W konsekwencji został on zdyskwalifikowany a jego olimpijskie wyniki zostały anulowane.
Rekord życiowy: 80,67 (11 sierpnia 2011, Mińsk).

## Osiągnięcia
| Rok  | Impreza                                 | Miejsce               | Lokata            | Wynik |
| ---- | --------------------------------------- | --------------------- | ----------------- | ----- |
| 2001 | Mistrzostwa świata juniorów młodszych   | Debreczyn             | 5. miejsce        | 75,15 |
| 2003 | Mistrzostwa Europy juniorów             | Tampere               | el. – 18. miejsce | 66,64 |
| 2005 | Młodzieżowe mistrzostwa Europy          | Erfurt                | 1. miejsce        | 73,72 |
| 2007 | Zimowy puchar Europy w rzutach          | Jałta                 | 3. miejsce        | 71,86 |
| 2007 | Światowe igrzyska wojskowych            | Hajdarabad            | 9. miejsce        | 64,83 |
| 2009 | Zimowy puchar Europy w rzutach          | Teneryfa              | 4. miejsce        | 75,62 |
| 2009 | Mistrzostwa świata wojskowych           | Sofia                 | 1. miejsce        | 78,98 |
| 2009 | I liga drużynowych mistrzostw Europy    | Bergen                | 3. miejsce        | 77,21 |
| 2009 | Mistrzostwa świata                      | Berlin                | 8. miejsce        | 76,00 |
| 2010 | Superliga drużynowych mistrzostw Europy | Bergen                | 1. miejsce        | 77,79 |
| 2010 | Mistrzostwa Europy                      | Barcelona             | el. – 16. miejsce | 72,68 |
| 2011 | Zimowy puchar Europy w rzutach          | Sofia                 | 9. miejsce        | 73,09 |
| 2011 | Superliga drużynowych mistrzostw Europy | Sztokholm             | 4. miejsce        | 76,93 |
| 2011 | Mistrzostwa świata                      | Daegu                 | 5. miejsce        | 78,53 |
| 2012 | Mistrzostwa Europy                      | Helsinki              | 9. miejsce        | 73,67 |
| 2012 | Igrzyska olimpijskie                    | Londyn                | el. – 28. miejsce | 71,49 |
| 2013 | Zimowy puchar Europy w rzutach          | Castellón de la Plana | 2. miejsce        | 75,89 |
| 2013 | Mistrzostwa świata                      | Moskwa                | el. – 14. miejsce | 74,45 |
| 2014 | Mistrzostwa Europy                      | Zurych                | 4. miejsce        | 78,50 |